# Marilena (film)
Marilena este un film românesc din 2008 regizat de Mircea Daneliuc după un scenariu inspirat din propriul roman Marilene (1999).

## Rezumat
Marilena (30 de ani) lucrează într-o fabrică de mobilă. Șeful ei, inginerul Smântânică (50 de ani), o mai înghesuie din când în când, dacă are ocazia. Marilena duce dorul și asteaptă telefoanele iubitului ei, Radu (40 de ani), emigrat de patru ani în Canada, unde ar urma să o cheme. Și vestea, în sfârșit, vine...

## Distribuție
- Cecilia Bârbora — Marilena Palade, o tânără ce lucrează într-o fabrică de mobilă
- Nicodim Ungureanu — Sebi, prietenul lui Radu și amantul Marilenei
- Cornel Palade — inginerul Smântânică, șeful și amantul ocazional al Marilenei
- Sergei Niculescu-Mizil — Radu, un interlop emigrat în Canada, iubitul Marilenei
- Anca Sigartău — Aurica, soția lui Sebi, prietena Marilenei
- Mihaela Ailincăi — Ortansa, colega de serviciu a Marilenei
- Radu Ciobănașu — Malacul, infractorul cu care face afaceri Radu
- Ioan Brancu — Scundul, infractorul cu care face afaceri Radu
- Constantin Florescu — locotenentul
- Ana Maria Batu — polițista canadiană care-l escortează pe Radu în România
- Elisabeta Cojocaru — stewardesa 1 din avionul care-l escortează pe Radu
- Elena Ionescu — stewardesa 2 din avionul care-l escortează pe Radu
- Claudiu Trandafir — comandantul avionului care-l transportă pe Radu în România
- George Paul Avram — ofițerul francez de pe Aeroportul din Paris
- Horațiu Bob — militarul francez de pe Aeroportul din Paris
- Axel Moustache — un tânăr expulzat din Canada (menționat Tudor Mustață)
- Toni Tecuceanu — reporterul 1 de la Aeroportul Otopeni (menționat Aurelian Tecuceanu)
- Marian Adochiței — reporterul 2 de la Aeroportul Otopeni
- Traian Rareș Pârlog — polițistul 1 care ia declarația Marilenei
- Gheorghe Petcu — comisarul Bodrug, ofițerul de poliție care cercetează cazul violului
- Dragoș Măceșanu — sergentul
- Georgeta Izvoreanu — proprietara pensiunii turistice
- Magdalena Frunză — Maricica, menajera lui Smântânică
- Tudor Dragomir — mascat 1
- Bogdan Dumitrescu — ospătarul
- Marcel Horobeț — bețivul care urinează în parcarea restaurantului
- Natalia Călin — femeia din Brașov
- Constantin Bărbulescu — colonelul Matală, vânzătorul de lână din Brașov
- Daniel Popescu — interlopul bucureștean cu care vorbește Radu
- Mariam Popescu — fetița Marilenei și a lui Sebi
- Noémi Zsófia Erőss — Cristina, fetița lui Sebi (menționată Zsofia Eross)
- Andrea Ivett Erőss — Monica, fetița lui Sebi (menționată Ivett Eross)
- Dan Andrei Coman — necunoscutul
- Carmen Lopăzan — moderatoarea TV
- Ramona Solomon — crainica TV
- Marilena Botiș — curva comunală
- Marius Amarandei — polițistul din tramvai
- Viorel Păunescu — patronul restaurantului
- Gheorghe Enache — șofer 1
- Tudor Bronițki — șofer 2
- Ovidiu Gherasim — șofer 3
- Virgil Constantin — șofer 4
- Adriana Jighirgiu — soția polițistului din tramvai
- Valentina Fătu — gazda din Brașov
- Corina Negrițescu — doamna cu cățelul